# Polymera neoclausa
Polymera neoclausa är en tvåvingeart som beskrevs av Alexander 1967. Polymera neoclausa ingår i släktet Polymera och familjen småharkrankar.
Artens utbredningsområde är Honduras. Inga underarter finns listade i Catalogue of Life.